# Іслам у Польщі

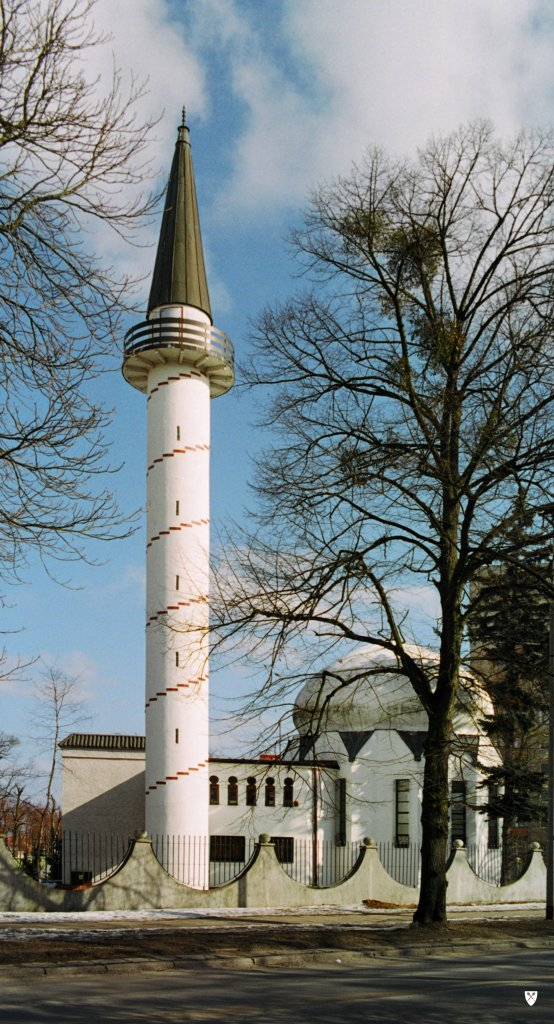
Гданська мечеть.

Іслам у Польщі — одна з малочисельних релігій у Польщі. Перша згадка про Польщу в арабомовних джерелах зафіксовано в X столітті арабським мандрівником Ібрагімом ібн Якубом. Постійна присутність мусульман у Польщі почалася в 14 столітті та пов'язана вона була перш за все з польсько-литовськими татарами. Станом на 2004 рік загальна кількість мусульман у Польщі становить близько 31 000 осіб.

## Ранній період
Перші контакти поляків із мусульманами відбулися в XIII столітті, під час монголо-татарської навали, а вже в XIV столітті на території сучасної Польщі оселилися татари. Велика кількість арабських монет, знайдених у численних археологічних розкопках свідчить про тісний контакт арабських купців із цим регіоном.
У XIV столітті перші татарські племена оселилися на землях Великого князівства Литовського. Татарам було дозволено зберегти свою релігію в обмін на зобов'язання нести військову службу. У XV столітті татарська кіннота, стрілки та розвідувальні війська брали участь у багатьох битвах[яких?]. У знаменитій Грюнвальдській битві на боці Вітовта брали участь татари під командуванням Джелал ад-Дін-хана.

## XX століття
У Другій Польській республіці мусульманська громада була невеликою. На 1933 рік за офіційними даними в Польщі було 16 мечетей.